# Зимний чемпионат России по плаванию 2003
Зимний чемпионат России по плаванию 2003 года прошёл с 28 по 31 января в Липецке в бассейне «Спартак».

## Призёры

### Мужчины

#### 50 м, вольный стиль
Леонид Хохлов (Санкт-Петербург — Ульяновская область) — 22,36

 Денис Пиманков (ХМАО — Омская область) — 22,43

 Павел Балашов (Москва) — 22,91

#### 100 м, вольный стиль
Денис Пиманков (ХМАО — Омская область) — 48,34

 Леонид Хохлов (Санкт-Петербург — Ульяновская область) — 49,28

 Иван Усов (Омская область) — 49,38

#### 200 м, вольный стиль
Максим Кузнецов (Калужская область) — 1.48,29

 Сергей Прохоров (Ульяновская область) — 1.48,69

 Илья Никитин (Волгоградская область-1 — Алтайский край) — 1.49,93

#### 400 м, вольный стиль
Юрий Прилуков (Свердловская область) — 3.43,48

 Владимир Дятчин (Липецкая область) — 3.49,21

 Илья Никитин (Волгоградская область-1 — Алтайский край) — 3.49,23

#### 800 м, вольный стиль
Юрий Прилуков (Свердловская область) — 7.47,95

 Владимир Дятчин (Липецкая область) — 7.51,63

 Илья Никитин (Волгоградская область-1 — Алтайский край) — 7.55,31

#### 1500 м вольный стиль
Владимир Дятчин (Липецкая область) — 14.55,40

 Евгений Кошкаров (Липецкая область) — 15.12,05

 Евгений Дратцев (Ярославская область) — 15.20,73

#### 50 м на спине
Владислав Аминов (Омская область — Красноярский край) — 25,74

 Дмитрий Смирнов (Санкт-Петербург-1) — 25,88

 Сергей Алифашкин (Волгоградская область) — 26,42

#### 100 м на спине
Аркадий Вятчанин (Ростовская область — Коми) — 54,05

 Дмитрий Смирнов (Санкт-Петербург-1) — 54,35

 Владислав Аминов (Омская область — Красноярский край) — 54,91

#### 200 м на спине
Аркадий Вятчанин (Ростовская область — Коми) — 1.57,91

 Михаил Гвоздев (Ростовская область) — 2.00,76

 Дмитрий Смирнов (Санкт-Петербург-1) — 2.01,56

#### 50 м, брасс
Арсений Маляров (Москва) — 27,98

 Дмитрий Коморников (Москва) — 28,51

 Артем Слуднов (Омская область) — 28,65

#### 100 м, брасс
Сергей Герасимов (Омская область) — 1.00,74

 Дмитрий Коморников (Москва) — 1.00,91

 Денис Гришин (ХМАО — Санкт-Петербург) — 1.01,04

#### 200 м, брасс
Сергей Герасимов (Омская область) — 2.10,42

 Николай Ядыкин (Кемеровская область) — 2.11,03

 Денис Гришин (ХМАО — Санкт-Петербург) — 2.11,66

#### 50 м, баттерфляй
Евгений Коротышкин (Москва) — 23,91

 Николай Скворцов (Калужская область) — 24,18

 Сергей Блескин (Санкт-Петербург-1) — 24,26

#### 100 м, баттерфляй
Игорь Марченко (Санкт-Петербург — Ростовская область) — 52,63

 Евгений Коротышкин (Москва) — 52,68

 Анатолий Поляков (Ростовская область — Коми) — 52,97

#### 200 м, баттерфляй
Анатолий Поляков (Ростовская область — Коми) — 1.56,34

 Илья Скрыдлов (Санкт-Петербург-1) — 1.57,86

 Евгений Коротышкин (Москва) — 1.58,74

#### 100 м, комплексное плавание
Алексей Зацепин (Татарстан) — 54,84, РР

 Сергей Прохоров (Ульяновская область) — 56,22

 Владимир Барановский (Омская область — Кемеровская область) — 57,76

#### 200 м, комплексное плавание
Игорь Березуцкий (Волгоградская область) — 1.59,29

 Алексей Зацепин (Татарстан) — 2.00,52

 Сергей Прохоров (Ульяновская область) — 2.01,12

#### 400 м, комплексное плавание
Алексей Зацепин (Татарстан) — 4.13,85

 Игорь Березуцкий (Волгоградская область) — 4.17,27

 Андрей Крылов (Москва) — 4.20,01

#### Эстафета 4 × 100 м, вольный стиль
Омская область (Максимов Виноградов, Сергей Зыков, Иван Усов, Владислав Аминов) — 3.20,29

 Москва (Павел Балашов, Владислав Куликов, Юрий Уфимцев, Евгений Коротышкин) — 3.22,07

 Санкт-Петербург-1 (Юрий Ковалев, Игорь Марченко, Тарас Кит, Леонид Хохлов) — 3.24,97

#### Эстафета 4 × 200 м, вольный стиль
Волгоградская область-1 (Илья Никитин, Игорь Березуцкий, Денис Родкин, Сергей Филиппов) — 7.21,08

 Татарстан (Алексей Зацепин, Артур Хайбуллов, Александр Падалец, Юрий Шимин) — 7.26,57

 Санкт-Петербург-1 (Алексей Василёнок, Павел Королёв, Антон Токарев, Илья Жаров) — 7.30,92

#### Комбинированная эстафета 4 × 100 м
Санкт-Петербург-1 (Дмитрий Смирнов, Андрей Иванов, Игорь Марченко, Леонид Хохлов) — 3.36,75

 Омская область (Владислав Аминов, Сергей Герасимов, Дмитрий Чернышов, Иван Усов) — 3.38,68

 Москва-1 (Владимир Нартов, Дмитрий Коморников, Евгений Коротышкин, Павел Балашов) — 3.41,80

### Женщины

#### 50 м, вольный стиль
Любовь Юдина (Волгоградская область-1) — 26,21

 Екатерина Иноземцева (Нижегородская область) — 26,37

 Анна Сухенко (Кемеровская область) — 26,45

#### 100 м, вольный стиль
Наталья Шалагина (Свердловская область) — 56,22

 Регина Сыч (Камчатская область — Волгоградская область-1) — 56,53

 Полина Шорникова (Волгоградская область-1 — Кировская область) — 57,14

#### 200 м, вольный стиль
Регина Сыч (Камчатская область — Волгоградская область-1) — 1.59,74

 Полина Шорникова (Волгоградская область-1 — Кировская область) — 2.00,11

 Ольга Павлова (Оренбургская область) — 2.00,25

#### 400 м, вольный стиль
Полина Шорникова (Волгоградская область-1 — Кировская область) — 4.09,37

 Регина Сыч (Камчатская область — Волгоградская область-1) — 4.10,31

 Яна Мартынова (Татарстан) — 4.11,28

#### 800 м, вольный стиль
Регина Сыч (Камчатская область — Волгоградская область-1) — 8.36,65

 Яна Мартынова (Татарстан) — 8.37,35

 Ирина Уфимцева (Новосибирская область) — 8.38,64

#### 1500 м вольный стиль
Мария Булахова (Волгоградская область-1) — 16.26,40

 Анастасия Иваненко (Коми) — 16.28,56

 Екатерина Селиверстова (Москва) — 16.36,99

#### 50 м на спине
Станислава Комарова (Москва) — 28,58

 Наталья Обвинцева (Челябинская область) — 29,15

 Мария Гребенюк (Краснодарский край) — 29,84

#### 100 м на спине
Станислава Комарова (Москва) — 59,77

 Ирина Раевская (Пензенская область) — 1.01,85

 Наталья Обвинцева (Челябинская область) — 1.02,00

#### 200 м на спине
Станислава Комарова (Москва) — 2.07,07

 Ирина Раевская (Пензенская область) — 2.11,91

 Екатерина Лопарева (Тюменская область — Ростовская область) — 2.13,96

#### 50 м, брасс
Елена Богомазова (Санкт-Петербург-1) — 31,20, РР

 Екатерина Кормачева (Москва) — 32,14

 Агата Волощук (Омская область — Читинская область) — 32,76

#### 100 м, брасс
Елена Богомазова (Санкт-Петербург-1) — 1.07,32, РР

 Агата Волощук (Омская область — Читинская область) — 1.09,08

 Светлана Беляева (Удмуртия) — 1.09,97

#### 200 м, брасс
Елена Богомазова (Санкт-Петербург-1) — 2.26,67

 Агата Волощук (Омская область — Читинская область) — 2.28,82

 Ксения Верещагина (Волгоградская область-1 — Кировская область) — 2.29,20

#### 50 м, баттерфляй
Василиса Владыкина (Омская область) — 27,06, РР

 Ирина Беспалова (Санкт-Петербург-1 — Архангельская область) — 27,43

 Наталья Сутягина (Пензенская область) — 27,58

#### 100 м, баттерфляй
Наталья Сутягина (Пензенская область) — 59,76

 Екатерина Виноградова (Москва) — 59,97

 Ирина Беспалова (Санкт-Петербург-1 — Архангельская область) — 1.00,34

#### 200 м, баттерфляй
Екатерина Виноградова (Москва) — 2.10,17б РР

 Ирина Беспалова (Санкт-Петербург-1 — Архангельская область) — 2.12,90

 Татьяна Просвирина (Кемеровская область) — 2.18,59

#### 100 м, комплексное плавание
Светлана Карпеева (ХМАО — Омская область) — 1.03,81

 Дарья Белякина (Рязанская область — Волгоградская область-1) — 1.03,91

 Ольга Андреева (Оренбургская область) — 1.05,28

#### 200 м, комплексное плавание
Дарья Белякина (Рязанская область — Волгоградская область-1) — 2.16,93

 Мария Жарук (Санкт-Петербург-1) — 2.17,87

 Ольга Андреева (Оренбургская область) — 2.21,46

#### 400 м, комплексное плавание
Яна Мартынова (Татарстан) — 4.41,73

 Дарья Белякина (Рязанская область — Волгоградская область-1) — 4.50,62

 Оксана Старцева (Челябинская область) — 4.51,74

#### Эстафета 4 × 100 м, вольный стиль
Волгоградская область-1 (Полина Шорникова, Дарья Паршина, Дарья Белякина, Регина Сыч) — 3.48,89

 Санкт-Петербург-1 (Ирина Беспалова, Елена Богомазова, Полина Кузнецова, Светлана Татаркина) — 3.50,62

 Башкортостан (Наталья Савкина, Ольга Морозова, Анна Гузовская, Анастасия Алтынова) — 3.51,06

#### Эстафета 4 × 200 м, вольный стиль
Волгоградская область-1 (Мария Булахова, Дарья Паршина, Полина Шорникова, Регина Сыч) — 8.09,10

 Санкт-Петербург-1 (Ирина Беспалова, Елена Богомазова, Мария Жарук, Светлана Татаркина) — 8.19,08

 Башкортостан (Анна Гузовская, Ирина Муртазина, Анастасия Алтынова Наталья Савкина) — 8.19,68

#### Комбинированная эстафета 4 х 100 м
Пензенская область (Ирина Раевская, Екатерина Уйменова, Наталья Сутягина, Дарья Паршина) — 4.07,26

 Москва (Станислава Комарова, Светлана Истатова, Екатерина Виноградова, Екатерина Селиверстова) — 4.09,81

 Санкт-Петербург-1 (Елена Бушуева, Елена Богомазова, Елена Беспалова, Светлана Татаркина) — 4.12,44